# 溝野かなた
溝野 かなた（みぞの かなた、1989年12月22日 - ）は、日本の女性歌手、助産師
。長崎県佐世保市出身。【 いのちを、歌う、音にする 】をポリシーとして、「生命」をバックグラウンドに、作詞・作曲・カバーと広く活動。2018年2月8日、RKB毎日放送の今日感テレビで「命を歌う助産師シンガー」として特集された。

## 主な出演
- RKB　「今日感テレビ」
- JR佐世保駅　えきマチ1丁目佐世保[4]（長崎県佐世保市）
- イオンモール香椎浜[5]（福岡市）
- イオンモール大牟田（大牟田市）
- ももちステージアートフェスティバル2018[6]（福岡市・福岡県立ももち文化センター大ホール）
- くるめ街かど音楽祭（久留米市）
- くるめライブチャレンジ2017[7]（久留米市）
- 千年夜市、新年夜市（福岡市）
- 門司港レトロ北九州マラソン（北九州市）
- 大橋ハロウィンフェスティバル（福岡市）
- 那珂川リバークルーズ（福岡市）
- メイドアイドルステージP☆Rythem[8]（福岡市・閉店）
- 歌姫ステージ[9]（福岡市）

## ディスコグラフィ

### シングル
- Welcome Song（絶版）
- 水底の銀貨（絶版）
- 嘘つきミルフィーユ（絶版）
- ROCK LINE（絶版）
- 当たり前のないこの世界で、僕は／ひかり

### アルバム
- 溝野かなた　シングル集めました